# Paul Trömel (Politiker)

Paul Trömel alias Tunzé als Soldat der Fremdenlegion

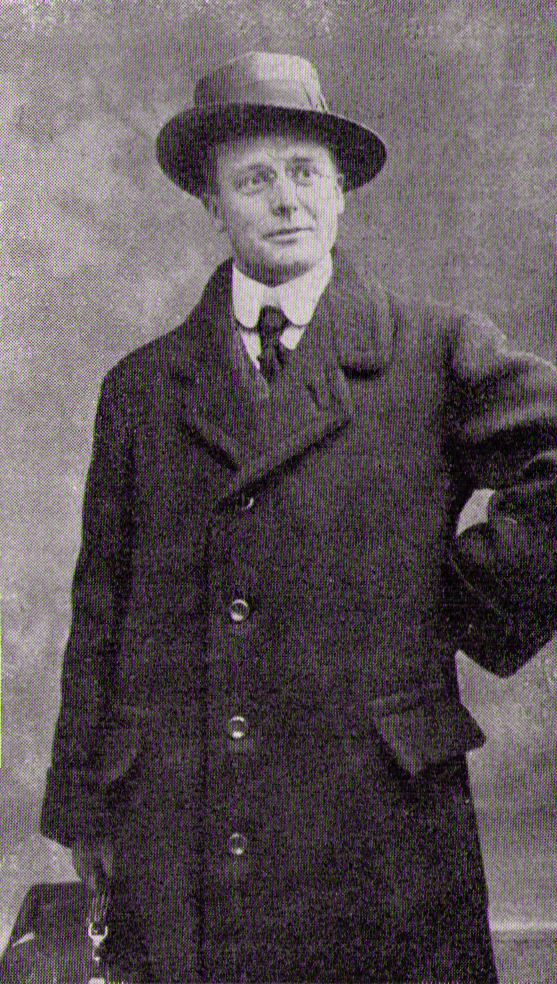
Paul Trömel nach seiner Rückkehr nach Deutschland

Otto Paul Trömel (* 29. Juli 1881 in Gera; † 15. Januar 1949 in Wiesbaden) war ein deutscher Bürgermeister auf Usedom und Politiker. Als Mitglied der Freisinnigen Volkspartei (FVp) war er ein knappes Jahr lang Landtagsabgeordneter. Er war außerdem kurzzeitig unter falschem Namen französischer Fremdenlegionär, möglicherweise unfreiwillig.

## Leben

### Herkunft und Ausbildung
Trömel war der Sohn des Seilwarenfabrikanten Ernst Ferdinand Trömel (1846–1889) in Gera und dessen Ehefrau Johanne Christine Wilhelmine, geborene Finkbohner (1857–1934). Am 3. Juni 1903 heiratete er in Wahlershausen bei Kassel Marie Elisabeth Clara Körner (1879–1965). Paul Trömel war evangelisch-lutherisch. Zusammen mit seiner Ehefrau hatte er drei Kinder: Rosemarie (1904–1991), Hans-Heinz (1906–1947) und Irmgard (1909–2005).
Trömel besuchte von 1885 bis 1889/90 die Bürgerschule in Gera und danach das dortige Gymnasium Rutheneum. Nach dem Abitur folgte ein theologisches, naturwissenschaftliches und philosophisches Selbststudium. 1899 war er Freiwilliger beim 7. Westfälischen Infanterieregiment Vogel von Falckenstein und wurde dort am 30. Januar 1901 zum Leutnant im 56. Infanterieregiment in Wesel befördert. 1903 schied er aus dem Militärdienst aus. Eigentlich sollte er das väterliche Unternehmen übernehmen. Hierzu kam es aber „wegen eingetretener Umstände“ nicht und er begann ein Studium der Rechtswissenschaften. Dieses Studium brach er aber bereits 1904 ab.

### Bürgermeister und Politiker
Trömel war von Februar 1904 bis 1906 Bürgermeister von Kirchditmold. Als Kirchditmold 1906 nach Kassel eingemeindet wurde, schied er als Bürgermeister aus und war vom 22. Oktober 1906 bis zum 18. Juli 1908 Bürgermeister in Hirschberg (Saale). Damit war er gleichzeitig Mitglied im Bezirksausschuss in Schleiz. Ab Juli 1908 war er Bürgermeister in der vorpommerschen Stadt Usedom. 
Er war bei der Reichstagswahl 1907 Kandidat der Freisinnigen Volkspartei (FrVp) im Reichstagswahlkreis Ückermünde-Usedom-Wollin; diese Kandidatur musste er aber wegen einer Nervenkrankheit (er lag „8 Wochen im Dämmerzustand“) abbrechen. Vom 27. Oktober 1907 bis zum 16. Juli 1908 war er für die Freisinnige Volkspartei (FrVp) Mitglied im Landtag Reuß jüngerer Linie und dort Schriftführer. Nach seinem Ausscheiden aus dem Landtag wurde Heinrich Knoch für ihn nachgewählt.

### Erstes Verschwinden und Rückkehr
Anfang Herbst 1911 wurde Trömel zwei Mal in Greifswald psychiatrisch untersucht. Anlass war, dass er für fast ein Vierteljahr verschwunden und dann in Paris wieder aufgetaucht war. Im Juni 1912 wurde ein Disziplinarverfahren gegen ihn betrieben, er wurde aber freigesprochen.

### Zweites Verschwinden und Rückkehr
Nach einer Kreistagssitzung am 28. März 1913 in Swinemünde verschwand er erneut spurlos. Am 31. März 1913 wurde für ihn in Paris ein Militärpass der Fremdenlegion auf den Namen Paul Tunze ausgestellt. Gemäß seiner Autobiografie habe er sein Gedächtnis verloren gehabt und erst in der dritten Woche der Ausbildung bei der Fremdenlegion wiedergefunden. Er wurde in der Fremdenlegion nach Oran und Saida in Algerien zur Ausbildung verlegt.
Seine Familie bemühte sich im Mai 1913 um seine Entlassung aus der Fremdenlegion und die Rückkehr nach Deutschland. Auslöser war ein Brief, den Trömel seiner Schwester Frieda Bernpointner, die in Landshut lebte, geschrieben hatte, in dem er um Unterstützung bat. Danach hätte er sich im Zustand von „Geistesabwesenheit“ bei der Fremdenlegion verpflichtet und sei erst jetzt aufgewacht. Seine Schwester erlitt bei dieser Nachricht einen Nervenzusammenbruch und musste auf ärztlichen Rat eine Kur im Allgäu antreten. Ihr Ehemann, der Regierungsassessor Karl Franz Xaver Maria Bernpointner, informierte Trömels Ehefrau, die sich bei Verwandten in Würzburg befand.
Die Stadtverordnetenversammlung beschloss am 30. Juni 1913 eine einmalige finanzielle Unterstützung für die Bemühungen der Familie. Auch die Regierung wurde eingeschaltet. Der Staatssekretär im Auswärtigen Amt forderte vom Oberpräsidium Stettin die Akten über Trömel an, um auf diplomatischem Weg Unterstützung zu leisten.
Trömel wurde im Juli und August im Militärhospital von Oran und Saida untersucht und als Ergebnis der Untersuchungen im November 1913 aus der Fremdenlegion entlassen. Der Transportschein für die Rückkehr von Oran über Marseille nach Deutschland datiert vom 21. November 1913. Auf seinen eigenen Wunsch hatte die Stadtverordnetenversammlung ihn am 18. Juli 1913 des Amtes als Bürgermeister enthoben. 1914 veröffentlichte er die Autobiografie Vom Bürgermeister zum Fremdenlegionär – Das Rätsel meines Lebens; Ein selbsterlebter Roman. Das Vorwort zu dieser Autobiografie schrieb er in Zürich.
Das Verschwinden und die Rückkehr von Trömel waren ein reichsweites Thema in der Presse. Die Kölnische Zeitung schrieb von einer der „merkwürdigsten Geschichten aus der Fremdenlegion“. Berichte erschienen unter anderem in der Kreuzzeitung, den Münchner Neuesten Nachrichten, dem Hannoverschen Kurier, dem Schwäbischen Merkur. Auch die internationale Presse, insbesondere französische Blätter, darunter Le Matin und L’Écho de Paris, berichteten.

### Weiteres Leben
Im Januar 1915 fand sich eine Notiz in der Greifswalder Zeitung: „Bürgermeister a. D. Trömel aus Usedom hat sich jetzt in Groß-Berlin niedergelassen. In Charlottenburg betreibt er ein Rechtsbureau und empfiehlt seinen Rat in Steuersachen, Verwaltungs- und Versicherungsangelegenheiten sowie in allen Rechtsfragen.“ Am 11. März 1917 stellte die Usedomer Polizei ein Führungsattest aus. Es sei von August 1908 bis März 1914 nichts Nachteiliges zu amtlicher Kenntnis gelangt.
Paul Trömel lebte mit seiner Familie viele Jahre in Berlin. 1940 findet sich im Berliner Adressbuch der Eintrag Paul Trömel, Direktor. Nach Kriegsende gibt es Akten einer Spruchkammer in Kornwestheim zu Trömel. Als Wohnsitz wurde darin der kleine Ort Bürg bei Winnenden angegeben. Danach zog Trömel nach Wiesbaden, wo seine Tochter Irmgard 1946 bis 1947 als Ballettmeisterin und 1. Solotänzerin im Staatstheater engagiert war. Am 15. Januar 1949 verstarb der Direktor im Ruhestand Paul Trömel in den Städtischen Krankenanstalten in Wiesbaden an einer Lungenembolie. Im Sterbeeintrag ist auch eine chronische Osteomyelitis (Knochenmarksentzündung) am 9. und 10. Brustwirbel vermerkt.